# 김정일 (의사)
김정일(1958년 2월 3일 ~ )은 대한민국의 의사이다. 정신과를 전문 영역으로 삼았다. 여러 개의 저서를 가진 저술가이기도 하다.

## 저서
- 《동자와 프쉬케》. 장문산. 1997년. ISBN 8976081064
- 《부드러운 칼의 노래》. 한국경제신문사. 2004년. ISBN 9788947524681
- 《나도 내가 궁금하다》. 맥스미디어. 2013년. ISBN 9791155710333